# Willem Frederik Greive
Willem Frederik Greive (Den Haag, 18 augustus 1816 – Parijs, 18 september 1865), in Frankrijk Guillaume Greive, was een Nederlands violist en componist.
Greive werd geboren als zoon van dan muzikant Johannes Franciscus Greive en Johanna Catharina Geertruida Marmé. Zijn broer Petrus Franciscus Greive werd kunstschilder, die als nog enige overgebleven broer de rouwadvertentie moest plaatsen. Oom Johan Conrad Greive was ook al musicus, diens zoon Johan Conrad Greive was kunstschilder.
Hij kreeg zijn muziekopleiding van Hein Kleine (Henderik Christiaan Kleine) en vertrok voor verdere lessen naar Parijs (1842). Hij kwam in 1843 terug naar Nederland voor een concertreis, waarbij hij onder meer Diligentia in Den Haag aandeed. In 1853 toog hij weer naar Parijs om er te gaan spelen in het orkest van het "Theâtre Italien". Na een laatste concert op 26 maart 1863 trok hij zich terug uit de muziekwereld en stierf twee jaar later op 49-jarige leeftijd.
Hij schreef een beperkt aantal werken, te weten een strijkkwartet, een strijktrio, Beelden der jeugd, Een lied van tenor en Een melodie voor altviool en piano (zijn opus 4, 1851 uitgegeven in Leipzig). Ook een in Berlijn uitgegeven Fantaisie sur l’Africaine, de Meyerbeer voor kornet en piano is van hem. Tevens is van hem een operette bekend: La neuvaine de la chandeleur.
- Nederlandse Thesaurus van Auteursnamen: 314772308
- Virtual International Authority File: 288881322
- WorldCat: E39PBJy4h4k64c8qbdG4h6xCcP